# モレームのロベール
モレームのロベール（フランス語: Robert de Molesme、1029年ごろ-1111年4月17日）あるいは聖ロベルトはカトリック教会に属する修道会、シトー会の創設者の一人。列聖もされている。
本項では以降、適宜「ロベール」と記述する。

## 生涯
1029年ごろフランス、シャンパーニュ地方の貴族の家系に生まれ、15歳で修道院へ入った。1075年、万事に豪華なクリュニー会に属していたロベールは、理想的な修道生活を送るためにモレームの森を開拓しモレーム修道院を設立する。この修道院は多くの寄進を受けるなどして発展したが、それゆえにロベールが求めた修道生活は困難となっていった。ここで理想とした生活とは寄付や十分の一税を受けとらず、自ら行う労働と祈りの生活であった。寄進を受けたら返礼として接待を行わなくてはならない。このままでは理想的な修道生活は送れないとし、1098年にフランス、ブルゴーニュ地方のディジョン近郊にあった森シトー（現在のサン＝ニコラ＝レ＝シトー）を開拓し、シトー会の原点を創設した。当時は「新修道院」（ラテン語: Novum Monasterium）と呼ばれた、後のシトー修道院である。これは木造の小さな礼拝堂であった。
しかしロベールは翌年にはモレーム修道院へ戻ることになった。わずか1年ほどで戻ってしまった理由としては以下の説がある。
- モレーム修道院に残った修道士たちから教皇宛ての、ロベールをモレーム修道院に戻して欲しい、という要請により下された帰還命令[5]。
- ステファン・ハーディング（3代目シトー院長[16]）らによる、ロベールには厳しさが足りないという反目[2]。

ともあれ、厳しすぎる修道生活を嫌った数人の修道士も伴ってモレーム修道院へ戻ると、以後はそこで過ごし、1111年にモレーム修道院長として死去した。その葬儀は壮麗なものになったという。なお、ロベールの設立した「新修道院」という名は1119年まで使われた。

## 評価
ロベールはその死後、西暦1222年に教皇ホノリウス3世により列聖された。
シトー会における最初の修道院「新修道院」の院長として、シトー会の方向性を与えたとされる一方で、その活動期間がたった1年ほどと短いため具体的な活動や事物に多くの影響は与えていないだろうとも言われる。また、シトー会の建築・芸術に対する後世における一般的な評価、すなわち「簡素」、「厳格」、「無装飾」といったいわば「反クリュニー」という一般的なイメージは後代（聖ベルナール以降）のものであり、ロベールの考えはどちらかというと「クリュニー的伝統の延長線上」にあったろうと、そして彼の使っていたとされる牧杖（銀の地に金めっきを施し、宝石もはめ込まれている）の豪華さからも、「簡素」という属性は重要視されていなかったと考えられている。
初期のシトー会は、豪華な装飾が施された写本や聖具などが示すようにクリュニー的な側面も残っていたが、後の学問・芸術分野で受ける高い評価もその伝統はモレームのロベールによるクリュニーの影響もあろうとされる。
先述のようにロベールは人里離れた場所を開拓し修道院を建てて隠棲することを好んだが、これは当時としては特に珍しい例ではないという。